# 正覚寺 (奈良市南中町)

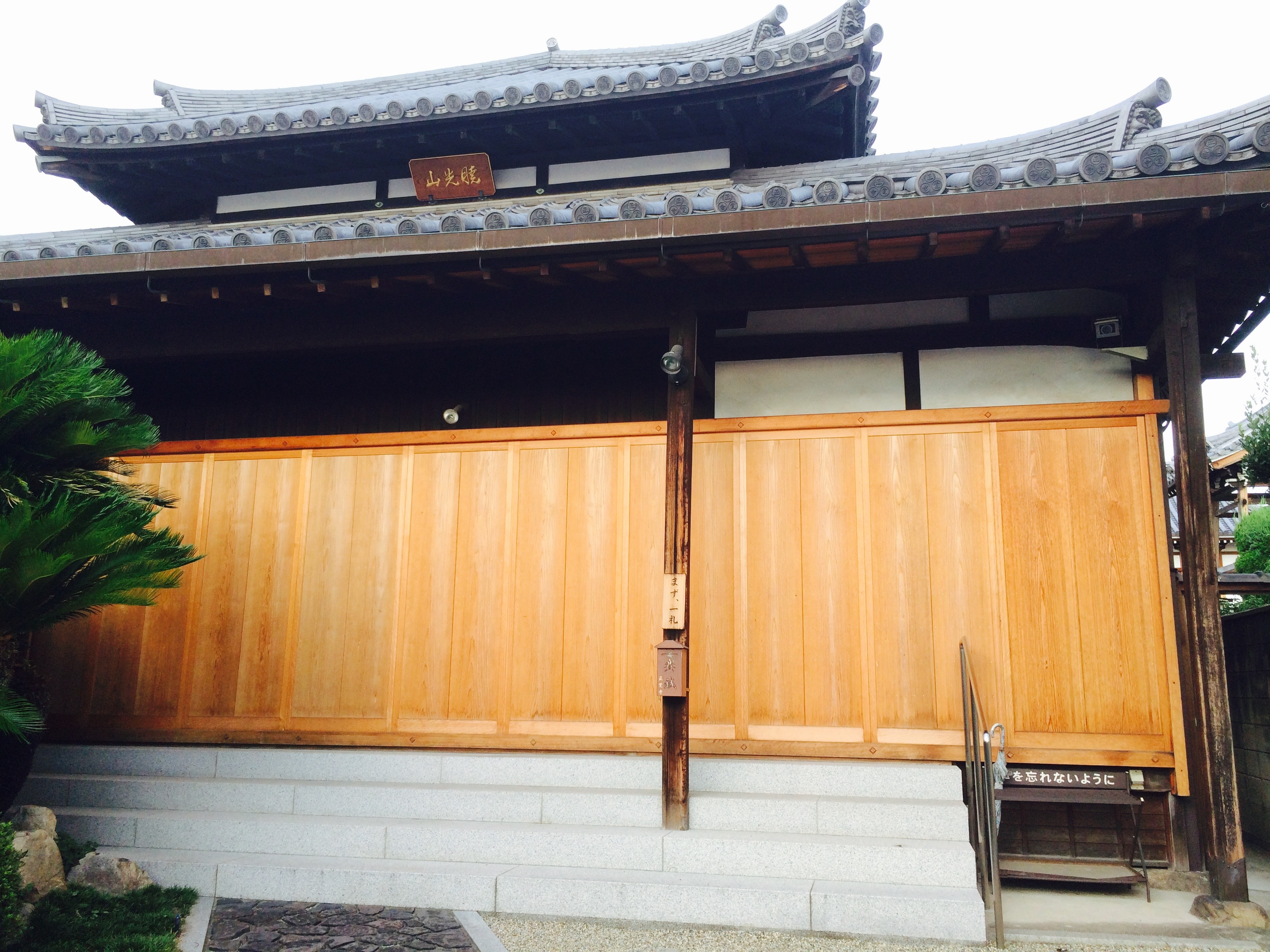
境内

正覚寺（しょうがくじ）は、奈良県奈良市南中町にある、浄土真宗本願寺派の寺院である。閣号　暁光閣、山号　暁光山　正覺寺である。

## 歴史
- 元興寺ゆかりの地で、寺内に古井戸などが伝わる。
- 山城国上津屋村の光瀬寺（淨乗）に起源。
- この地の十王堂（創建不詳）を買い取る。
- 創立：慶長12年（1607年）12月に、光慶寺の祖・岩田超宗の嫡男、超賢坊（山城国岩田村）が建立。
- 1681年大火により本堂、庫裏が焼失
- 1684年本堂、庫裏　再建（明石藩家老姉嵜紋右衛門の財政援助による。）。
- 中興：元禄年間（1688年 - 1704年）、了賢坊。
- 元禄9年（1696年）2月20日、本山より裏書の七高僧像が下付された。
- 1985年～1987年本堂、庫裏 山門など昭和大改修。

## 歴代
- 開基　　超賢ー光慶寺の祖である岩田超宗の嫡男。
- 第2世　　賢宗ー超賢の弟。
- 第3世　　賢誓
- 第4世　　円宗
- 第5世　　了賢ー中興の祖と呼ばれる。以降歴代、姉嵜姓を名乗る。
- 第6世　　了宗ー明石藩家老姉嵜紋右衛門の娘婿。
- 第7世　　了誓
- 第8世　　了因
- 第9世　　了知
- 第10世 　了順
- 第11世 　了道
- 第12世 　貫道
- 第13世 　了仙
- 第14世 　了嚴
- 第15世 　観順
- 第16世 　純卿　京都帝国大学卒。浄土真宗本願寺派勧学山内晋卿義弟。
- 第17世 　恒臣　京都大学名誉教授山内邦臣弟。
- 第18世    祐宣

## 伽藍ほか
- 本堂：創建当時のものを保存。奈良時代の趣の二重屋根。
  - 本尊：阿弥陀如来立像。
  - 親鸞上人像・蓮如上人像：本尊両側に安置。
  - 聖徳太子像・七高僧像：脇壇に安置。七高僧像裏に元禄9年の裏書がある。
  - 暁光閣の額：山号に加えて広如上人より閣号が許される。
- 暁光堂
- 太鼓楼：昭和大改修で撤去。
- 古い井戸：創建時の井戸が残る。
- 正覺寺会館
- 暁光ホール
- 無縁碑：元亀3年（1572年）・天正3年（1585年）・慶長13年（1608年）といった古い背光五輪碑がある。
- 古文書
  - 南都暁光山正覺寺縁起 　了賢　(1681)

## 正覚寺出版物
- み法の歌 　姉嵜恒臣　(1991)
- み法の歌 第二部　姉嵜恒臣　(1992)
- 正覚寺の今昔　姉嵜祐宣　(1999)共著岡村喜史、野々村智剣
- 正覚寺四百年の歩み　姉嵜祐宣　(2012)共著岡村喜史、奥本武裕